# マルゴ・キャリントン
マーゴット・キャリントン（英: Margot Carrington）は、元駐日アメリカ合衆国大使館公使（日本語ではマルゴ・キャリントンと訳されることが多い）。報道・情報・文化・教育に関する対日工作を役務とする広報・文化交流局担当公使を務めた。
1995年、第2次世界大戦期にフランクリン・ルーズベルト大統領が設置した戦時情報局の後継組織であるアメリカ合衆国情報局に入職。 ジョージ・W・ブッシュ大統領による情報機関の再編に先立つ1999年に、ビル・クリントン大統領が、同情報局を国務省に統合したことにともなって国務省広報・文化交流局の職員となる。途中、マレーシア・クアラルンプールへの駐在経験があるがほぼ一貫して日本専任であり、2007年8月から2010年7月まで在福岡アメリカ合衆国領事館首席領事を務めたこともある。
民放、NHK・総務省、文部科学省、厚生労働省のみならず、歌舞伎を含む日本の芸能・文化界にも幅広い人脈を形成し、それは米日カウンシル（USJC）などを通じて政財界にも及んだ。